# Dlouhé
Dlouhé (en allemand : Dlouha) est une commune du district de Žďár nad Sázavou, dans la région de Vysočina, en République tchèque. Sa population s'élevait à 259 habitants en 2020.

## Géographie
Dlouhé se trouve à 7 km au sud-est de Nové Město na Moravě, à 14,5 km au sud-est de Žďár nad Sázavou, à 40,5 km à l'est-nord-est de Jihlava et à 138 km au sud-est de Prague.
La commune est limitée par Křídla au nord, par Zvole à l'est, par Račice et Bobrová au sud, et par Radešínská Svratka à l'ouest et par Nová Ves u Nového Města na Moravě au nord-ouest.

## Histoire
La première mention écrite de la localité date de 1407.

## Transports
Par la route, Dlouhé se trouve à 8 km de Nové Město na Moravě, à 18 km de Žďár nad Sázavou, à 54 km de Jihlava et à 163 km de Prague.